# Fehér erdeiölyv

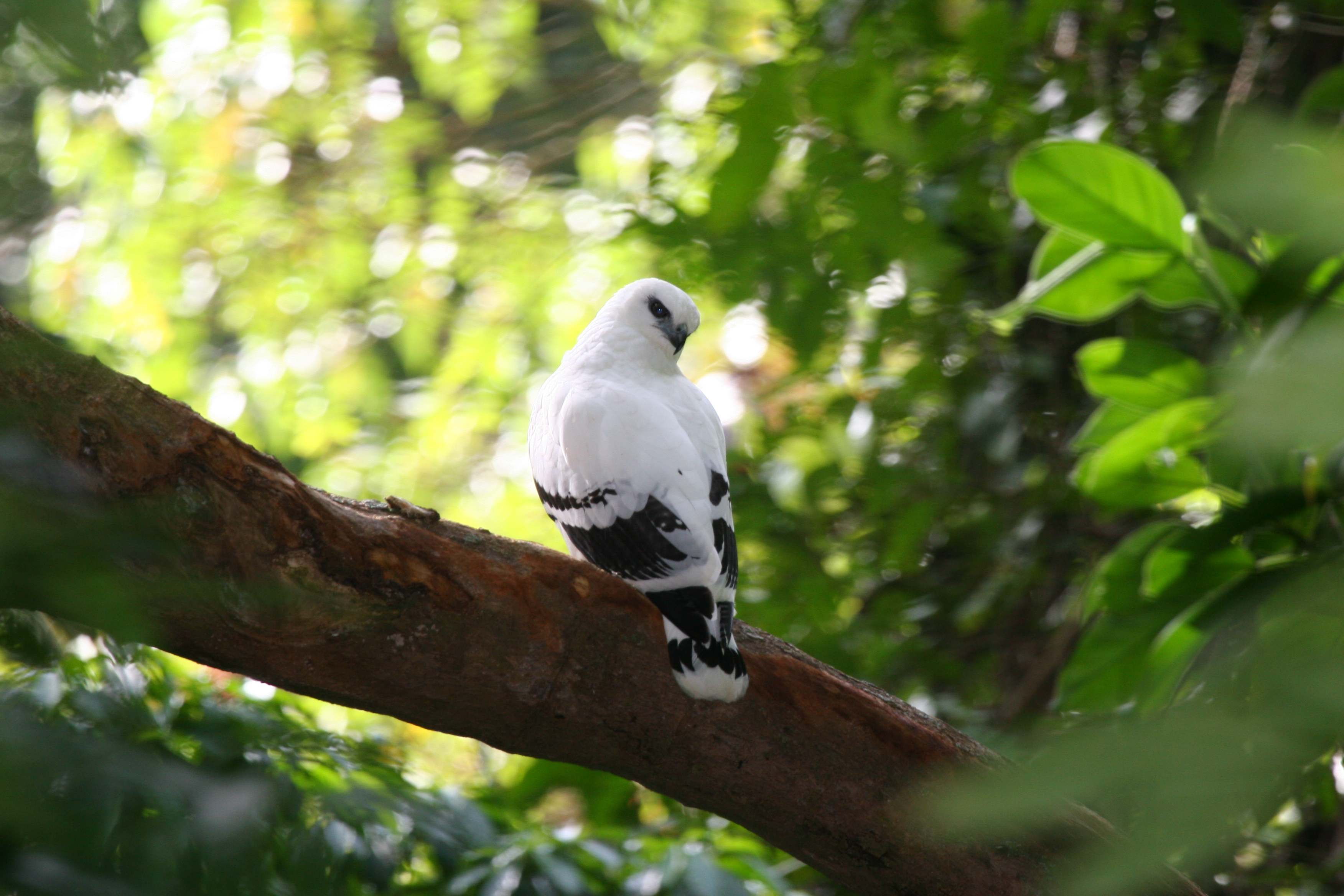

A fehér erdeiölyv (Leucopternis albicollis) a madarak osztályának vágómadár-alakúak (Accipitriformes) rendjébe és a vágómadárfélék (Accipitridae) családjába tartozó faj.

## Rendszerezése
A fajt John Latham angol ornitológus írta le 1790-ben, a Falco nembe Falco albicollis néven. Egyes szervetek a Pseudastur nembe sorolják Pseudastur albicollis néven.

## Előfordulása
Mexikótól, Közép-Amerikán keresztül, Dél-Amerika északi és középső részén honos. Természetes élőhelyei a szubtrópusi és trópusi lombhullató erdők, síkvidéki és hegyi esőerdők, valamint ültetvények. Állandó, nem vonuló faj.

## Megjelenése
Testhossza 47–51 centiméter, szárnyfesztávolsága 98–117 centiméter, a hím testtömege 592–670 gramm, a tojó 695–855 gramm. Nemének legfehérebb tagja. Feje és teste hófehér, szárnyai szélesek, elülső szárnytollainak vége fekete színű. Rövid és fekete farktollai végén fehér sáv húzódik. Csőre szintén fekete, lábai sárgák. A fiatalabb példányok tollazata jól megfigyelhető fekete pettyekkel tarkított.

## Alfajai
Négy ismert alfaja létezik, megjelenésükben legfeljebb a fekete tollaik erősségétől térnek el egymástól:
- Leucopternis albicollis ghiesbreghti – Dél-Mexikótól Nicaraguáig honos. A legvilágosabb alfaj az összes közül. Érdekesség, hogy míg a ghiesberghti szeme sárga, a többieké barna.
- Leucopternis albicollis costaricensis – Hondurastól Panamáig és Kolumbiáig fészkel. Fekete tollai határozottabbak ghiesberghtiénél.
- Leucopternis albicollis williaminae – Élőhelye Északnyugat-Kolumbia és Nyugat-Venezuela erdős részeire esik. Fekete tollai még szembe ötlőbbek, fejét és nyakát helyenként fekete csíkok díszítik.
- Leucopternis albicollis albicollis – A fehér erdeiölyv alapváltozata. Kolumbiában, Venezuelában, Guyanában, Trinidadon és Brazíliában költ. Kisebb testű, mint az északi változatok; szárnyai nagy részét fehér mintázattal ellátott fekete tollak borítják.

A földről nézve mind a négy alfaj egyformán fehérnek látszik.

## Életmódja

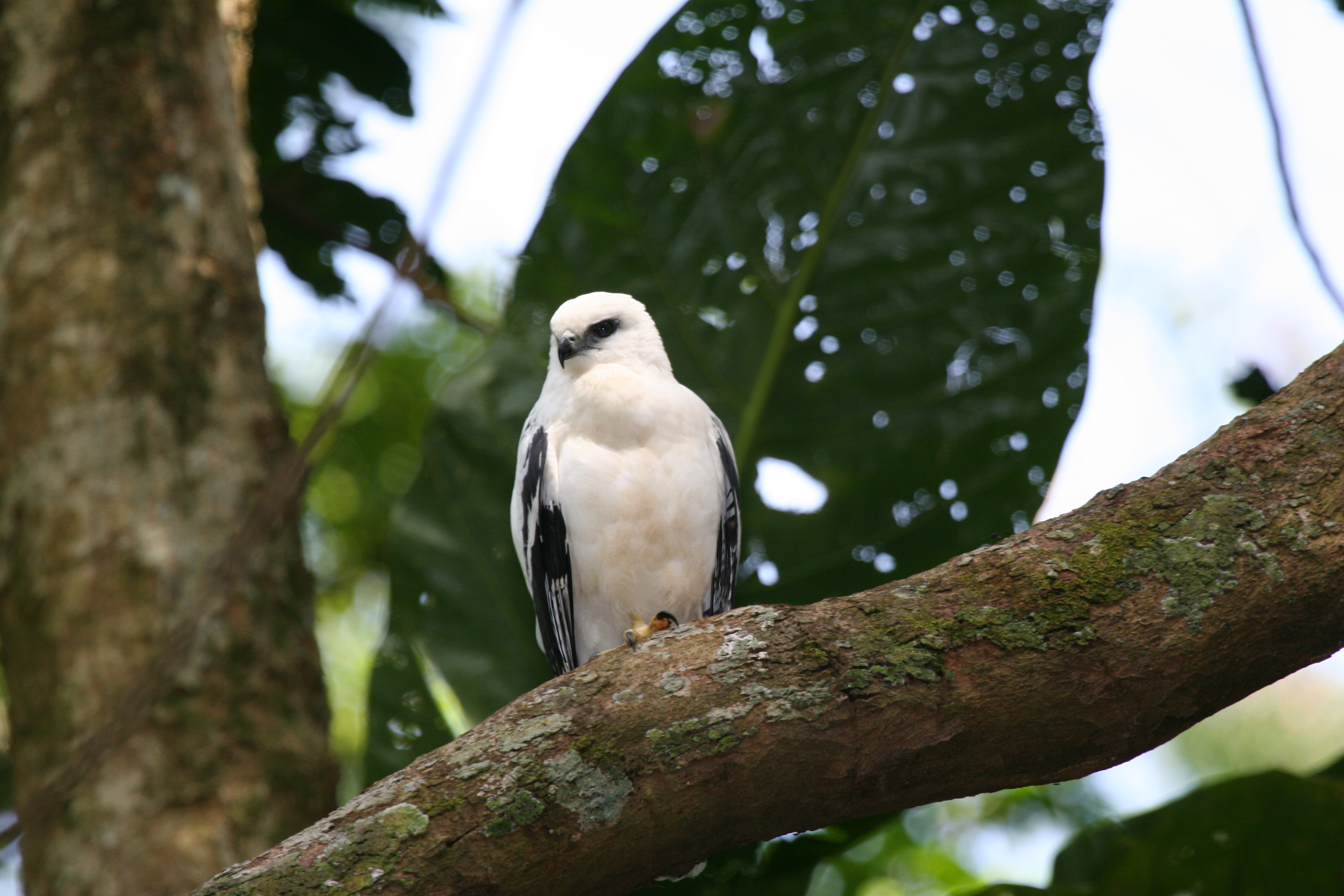

A fehér erdeiölyv már nagy távolságról jól látható, nehezen téveszthető össze más ragadozómadárral. Táplálékát főként - az akár 38–40 cm-es - kígyók és más hüllők alkotják, de a rovarokat, kisemlősöket és a kisebb madarakat is megfogja. A reggeli órákban lesből támad, olyan erővel és sebességgel, hogy áldozata ritkán menekül. Gyakran párban, vagy hármas csoportokban vadászik. Sokszor kering a magasban prédát lesve; párválasztása idején látványos légi mutatványokra képes.

## Szaporodása
Az alacsonyabban fekvő területeket részesíti előnyben. Ide építi ágakból összerakott, levelekkel kibélelt fészkét, melybe rendszerint kora márciusban egy sötétbarna foltokkal tarkított kékes tojást rak.

## Hangja
Hangja harsány, ölyvekéhez hasonló víjjogás, melyet faágon ülve ugyanúgy hallat, mint repülés közben.

## Természetvédelmi helyzete
Az elterjedési területe rendkívül nagy, egyedszáma ugyan csökken, de még nem éri el a kritikus szintet. A Természetvédelmi Világszövetség Vörös listáján nem fenyegetett fajként szerepel.

## Média

### Képek
- Fehér erdeiölyv egy faágon
- Közeli portré
- Belizei és hondurasi bélyegek (Belize, Honduras)
- Prédára lesve
- Fotógaléria

### Videók
- Fehér erdeiölyv kering a magasban
- Magányos erdeiölyv egy fa csúcsán